# 76 ق هـ
76 ق هـ هي السنة السادسة والسبعون السابقة للهجرة النبوية، وهي توافق ما بين سنتي 547 و548 حسب التقويم الميلادي، أي أنها بدأت في سنة 547م وانتهت في سنة 548م.